# Gyldne Gulda
Gyldne Gulda (engelsk: "Glittering" Goldie o'Gilt)(på dansk ofte kaldt Gulda Glimmer) er Joakim von Ands ungdomskærlighed ifølge historien Tilbage til Klondike af Carl Barks. Joakim vender her tilbage for at opdrive en gammel gæld og påstår, at han ikke er spor forelsket i Gyldne Gulda mere. Men han har dog svært ved at skjule sine følelser, og han ender da også med at eftergive hende gælden. Hun lever helt alene med en tam bjørn.
Gyldne Gulda finder man næsten kun i Don Rosa-historier, hvor hun nogen gange hedder Gulda Glimmer. Hun blev kun brugt én gang af Carl Barks nemlig i Tilbage til Klondike.
Historier af Don Rosa med hende (I kronologisk rækkefølge:
- Gensyn med fortiden (Last sled to Dawson)
  - Joakim tager med Anders og nevøende til Klondike for at finde en gamme hundeslæde.
- Kongen af Klondike (The King of the Klondike)
  - Joakim tager til Klondike og finder Guldgåseægget, en kæmpe guldklump.
- Opgør i Klondike (Hearts of the Yukon)
  - Det er en kærlighedshistorie mellem Joakim og Gulda. Joakim kæmper mod ordensmagten.
- Fangen ved Sølvstrømmen (The Prisoner of White Agony Creek)
  - Gyldne Gulda stjæler Guldgåseægget fra Joakim, men han får det tilbage, og for at lære hvor hårdt livet er som guldgraver, tager han hende med ud til sit jordlod ved Sølvstrømmen. Men dommer Roy Bean, sherif Bat Masterson og sherif Wyatt Earp vil befri Gulda.